# شارع القامشلي (العراق)
شارع القامشلي هو طريق طوله 25 كيلومتراً، وعرضه 8 أمتار يبدأ من جنوب ناحية اللطيفية في أقصى جنوب محافظة بغداد متفرع من غرب طريق بغداد - الحلة حيث يبدأ من منطقة القامشلي إلى مقاطعة فحيل وأم الجير حيث جسر جرف الصخر.